# Stéphane de Freitas
Pour les articles homonymes, voir Freitas.
Stéphane de Freitas, né le 28 août 1986, est un artiste, réalisateur et entrepreneur social français.

## Biographie et carrière

### Artiste
Stéphane de Freitas pratique la peinture et le street art. Il mène une réflexion sur la rencontre des opposés[réf. nécessaire].
Il travaille notamment l'indigo, une couleur qui résulte du mélange harmonieux entre le bleu et le rouge, couleurs que l’on a toujours opposées dans notre imaginaire. 

### Réalisateur
Il écrit et coréalise le film documentaire À voix haute : La Force de la parole, diffusé sur France 2 le 15 novembre 2016 en version courte (76 minutes) puis sorti au cinéma en version longue (100 minutes). Le documentaire est primé au Festival 2 Valenciennes en 2017 . À voix haute est nommé comme meilleur documentaire aux Césars 2018.
Il est également le co-réalisateur du court-métrage L'Antre de ma vie, finaliste en 2016 du concours de courts métrages organisé par Kering et No-Gynophobie au Festival de Cannes de 2016[réf. nécessaire].
En 2020, il réalise le premier documentaire unitaire français produit par Netflix : On est ensemble. Un film salué par les critiques,, qui mêle le destin de militants associatifs à celui d'artistes de renommée internationale.

### Entrepreneur social
Il fonde La Coopérative Indigo en 2012, association sans but lucratif qui souhaite « innover dans la réflexion et la création de lien social ».
Il fonde les programmes Eloquentia (association loi de 1901) et Locutia (organisme de formation à la prise de parole en public), pour développer la confiance en soi à travers « la prise de parole éducative » , et formalise la pédagogie « Porter sa voix »,, que l'on retrouve dans ces programmes.
Il est également fondateur d'Indigo-Réemploi, une entreprise sociale qui développe deux solutions digitales pour le réemploi des déchets pour faire en sorte que chaque objet réutilisable / réparable soit réemployé, et ainsi détourné des circuits de collecte des déchets. L'entreprise développe d'une part « Circular City », un service public à destination des agglomérations et d'autre part « Indigo », une plateforme (web et app) à destination du grand public,,,. Celle-ci a désormais fusionné avec Donnons.org et compte plus d’1,8 million d’usagers en 2025, ce qui en fait l’une des principales communautés digitale solidaire et écologique. Le projet est toujours dirigé par Stéphane de Freitas .     
Stéphane de Freitas est devenu « fellow » d'Ashoka en 2017 , un organisme américain pour les entrepreneurs sociaux.

## Filmographie

### Réalisateur

#### Courts métrages
- 2016 : L'Antre de ma vie, 12 minutes[réf. nécessaire]

#### Longs métrages
- 2017 : À voix haute : La Force de la parole (documentaire), co-réalisé avec Ladj Ly, 76 minutes (version télévision) ou 100 minutes (version cinéma)
- 2020 : On est ensemble (documentaire Netflix), 90 minutes[18]

#### Clips
- 2018 : Solidarité, interprété par Matthieu Chedid, Seu Jorge, Nekfeu, Youssou N'Dour, Toumani Diabaté, Sidiki Diabaté, Ibrahim Maalouf, Santigold, Hiba Tawaji[19].

### Producteur

#### Longs métrages
- 2021 : Reines, pour l'amour du rap (documentaire Canal +), 80 minutes

## Publications
- Porter sa voix : s'affirmer par la parole, éditions Le Robert, 2018  (ISBN 978-2-32101-290-0)
- Le Guide du Grand Oral, éditions Le Robert, 2020  (ISBN 978-2321015383)
- Rhétorix, éditions Le Robert, 2022  (ISBN 978-2321017301)